# Lavoisiera cataphracta
Lavoisiera cataphracta är en tvåhjärtbladig växtart som beskrevs av Dc.. Lavoisiera cataphracta ingår i släktet Lavoisiera och familjen Melastomataceae. Inga underarter finns listade i Catalogue of Life.